# 竹内鳳吉
竹内 鳳吉（たけうち ほうきち、1877年〈明治10年〉5月31日 - 1931年〈昭和6年〉4月17日）は、日本の政治家。衆議院議員（1期）。

## 経歴
愛媛県宇摩郡川之江村（川之江町、川之江市を経て現四国中央市）で、竹内雅三郎の長男として生まれた。1900年（明治33年）神宮皇學館卒。香川県立丸亀中学校(現・香川県立丸亀高等学校)助教諭心得、宇摩郡立農林学校(現・愛媛県立土居高等学校)教諭心得、愛媛県社八幡神社社掌、宇摩郡神職支会副会長、鉄道省嘱託、愛媛県議、同参事会員、同副議長、愛媛県山林会議員となる。
1928年（昭和3年）第16回衆議院議員総選挙において愛媛2区(当時)から立憲政友会公認で立候補して当選し県会議員を辞職。衆議院議員を1期目務め、1930年（昭和5年）第17回衆議院議員総選挙では次点で落選した。1931年死去。